# Amy Trigg
Amy Trigg (1992) è un'attrice britannica.

## Biografia
Nata e cresciuta nell'Essex, Amy Trigg è affetta da spina bifida e utilizza una sedia a rotelle. Ha studiato recitazione alla Mountview Academy of Theatre Arts, laureandosi nel 2013.
Ha esordito sulle scene nel 2016, quando è stata scelta per interpretare Laura ne Lo zoo di vetro di Tennessee Williams a Nottingham. L'anno dopo ha recitato in una tournée britannica del musical The Who's Tommy, nel 2018 ha esordito sul grande schermo in Mamma Mia! Ci risiamo e nel 2019 è stata scritturata dalla Royal Shakespeare Company per i ruoli di Giulietta in Misura per misura e Biondella ne La bisbetica domata.
Nel 2023 ha fatto il suo debutto nel West End londinese con The Little Big Things e per la sua interpretazione nel ruolo di Agnes ha vinto il Laurence Olivier Award alla migliore attrice non protagonista in un musical.

## Teatro
- Lo zoo di vetro di Tennessee Williams. Nottingham Playhouse di Nottingham (2016)
- The Who's Tommy, libretto di Pete Townshend e Des McAnuff, musiche di The Who. Tour britannico (2017)
- Misura per misura di William Shakespeare. Marlowe Theatre di Canterbury, Barbican di Londra (2019)
- La bisbetica domata di William Shakespeare. Marlowe Theatre di Canterbury, Barbican di Londra (2019)
- The Little Big Things, libretto di Joe White, musiche di Nick Butcher e Tom Ling. @sohoplace di Londra (2024)

## Filmografia parziale
- Mamma Mia! Ci risiamo (Mamma Mia! Here We Go Again), regia di Ol Parker (2018)
- La dimora del male (The Banishing), regia di Christopher Smith (2020)
- Luther: Verso l'inferno (Luther: The Fallen Sun), regia di Jamie Payne (2023)

## Riconoscimenti
- Premio Laurence Olivier
  - 2024 – Migliore attrice non protagonista in un musical per The Little Big Things[6]